# Just Mercy
Just Mercy ist ein Gerichtsfilm von Destin Daniel Cretton, der im September 2019 im Rahmen des Toronto International Film Festivals seine Premiere feierte, am 25. Dezember 2019 in ausgewählte US-amerikanische und am 27. Februar 2020 in die deutschen Kinos kam. In der Filmbiografie wird zum einen der Fall Walter McMillian aufgegriffen, zum anderen zeigt der Film die Arbeit des Strafverteidigers Bryan Stevenson, der McMillian vor Gericht vertreten hatte.

## Handlung
Dem jungen afroamerikanischen Anwalt Bryan Stevenson stehen nach seinem Abschluss in Harvard eigentlich alle Türen offen. Er jedoch entscheidet sich gegen einen lukrativen Job und begibt sich nach Alabama, um die zu Unrecht Verurteilten mit Unterstützung von Eva Ansley zu verteidigen, die dort die von ihm ins Leben gerufene Equal Justice Initiative betreut. Einer seiner ersten Fälle ist der von Walter McMillian, bekannt als Johnny D., der für einen Mord an einem 18-jährigen Mädchen 1987 zum Tode verurteilt wurde, allerdings auf der Grundlage einer einzigen Zeugenaussage. Zudem weist die Geschichte des angeblichen Tathergangs Ungereimtheiten auf. Auch die Tatsache, dass Johnny den Tag des Mordes mit seiner Familie verbracht hat, was 20 Personen bezeugen können, wurde bei dem Urteil ignoriert. Bereits vor seiner Verurteilung war Johnny im Todestrakt untergebracht worden, um sich schon einmal an diesen zu gewöhnen.
Einer seiner anderen Fälle ist der von Herbert Richardson, der bei einem Bombenanschlag ein Kind tötete. Seine Hinrichtung kann Stevenson nicht verhindern, und so stirbt der Vietnam-Veteran auf dem elektrischen Stuhl.
Stevenson stellt zunächst den Antrag, den Fall neu zu eröffnen. Obwohl der einzige Zeuge Myers seine damalige Aussage im Gerichtssaal widerruft, urteilt der Richter, dass die Wiedereröffnung des Verfahrens abgelehnt wird. Stevenson ersucht nun das Bundesgericht, über die Wiedereröffnung zu entscheiden und ihm wird positiv entschieden.

## Biografisches
„Als Schwarzer wird man dauernd verdächtigt, beschuldigt, misstrauisch beobachtet, für schuldig befunden und sogar gefürchtet. Die Bürde, die Schwarze damit zu tragen haben, lässt sich nur verstehen, wenn wir uns gründlich mit der Geschichte des Rassenunrechts auseinandersetzen.“

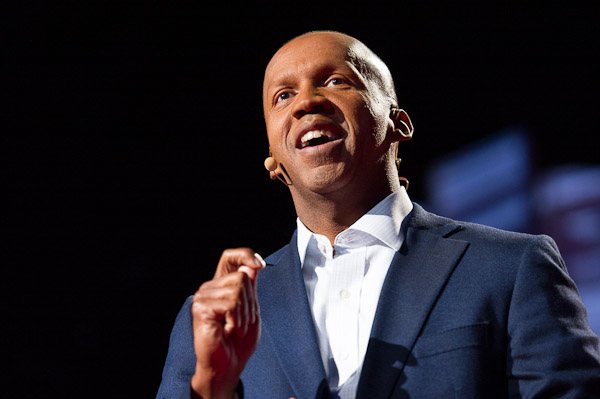
Der Anwalt und Bürgerrechtler Bryan Stevenson vertrat unter anderem den zum Tode verurteilten Walter McMillian

Der Film basiert auf dem teils biografisch, teils autobiografischen Roman Just Mercy: A Story of Justice and Redemption von Bryan Stevenson, der als bestes literarisches Werk in der Kategorie Sachliteratur mit dem NAACP Image Award ausgezeichnet wurde.
Der Bestseller wurde 2015 in einer Übersetzung von Jürgen Neubauer unter dem Titel Ohne Gnade. Polizeigewalt und Justizwillkür in den USA veröffentlicht. Der 1959 geborene afroamerikanische Jura-Professor und Bürgerrechtler wurde im Jahr 2011 mit dem Four Freedoms Award in der Kategorie Freiheit von Furcht geehrt. Stevenson, der sich seit Anfang der 1980er Jahre darauf konzentriert, Todeskandidaten das Leben zu retten, schildert in seinem Buch ergreifende Schicksale. Dabei gingen die Schilderung der letzten Minuten oft an die Grenze des Erträglichen, so Michael Groth von Deutschlandfunk Kultur. In dem Buch heißt es, als Schwarzer werde man dauernd verdächtigt, beschuldigt, misstrauisch beobachtet, für schuldig befunden und sogar gefürchtet. Die Bürde, die Schwarze damit zu tragen haben, lasse sich nur verstehen, wenn man sich gründlich mit der Geschichte des Rassenunrechts auseinandersetze.
Die Menschen, für die sich Stevenson als Gründer und Geschäftsführer der „Equal Justice Initiative“ (EJI) einsetzt, die Fälle neu aufrollt, sind fast immer bitterarm und sehr häufig afroamerikanischer Abstammung, die keinen Rechtsbeistand gestellt bekommen oder nur pro forma durch schlecht bezahlte und entsprechend kaum vorbereitete Pflichtverteidiger verteidigt werden. Seit 1989 engagieren sich Stevenson und sein Team für lebenslänglich Verurteilte ohne Aussicht auf vorzeitige Entlassung sowie für als Mörder verurteilte Todeskandidaten. In den 26 Jahren ihres Bestehens konnte die Initiative allein in Alabama mehr als 100 Hinrichtungen verhindern.
Stevenson beschreibt in Just Mercy ausführlich den Fall Walter McMillian, der erste Todeskandidat, dessen Verteidigung er nach seinem Abschluss in Harvard übernahm. Dieser war fünf Jahre zuvor wegen eines Mordes Mitte der 1980er Jahre verurteilt worden. Der Vorwurf, der Afroamerikaner habe 1987 in Alabama eine weiße Frau getötet, war derart absurd konstruiert, dass McMillian schließlich freigesprochen und 1993 aus dem Todestrakt entlassen wurde. Er starb 2013 einsam und verwirrt in einer sozialen Einrichtung.

## Produktion

### Stab, Besetzung und Synchronisation
Regie führte Destin Daniel Cretton, der gemeinsam mit Andrew Lanham auch das Drehbuch nach Stevensons Roman Just Mercy: A Story of Justice and Redemption verfasste.
| Darsteller          | Synchronsprecher    | Rolle              |
| ------------------- | ------------------- | ------------------ |
| Michael B. Jordan   | Nico Sablik         | Bryan Stevenson    |
| Jamie Foxx          | Charles Rettinghaus | Walter McMillian   |
| Charmin Lee         | Anke Reitzenstein   | Alice Stevenson    |
| Jacinte Blankenship | Laurine Betz        | Christy Stevenson  |
| Rob Morgan          | Oliver Stritzel     | Herbert Richardson |
| Terence Rosemore    | Sven Brieger        | Jimmy              |
| C.J. LeBlanc        | Kaze Uzumaki        | John McMillian     |

Michael B. Jordan übernahm die Hauptrolle des jungen Anwalts und Harvard-Absolventen Bryan Stevenson. Brie Larson spielt Eva Ansley, die die Equal Justice Initiative vor Ort betreut, Jamie Foxx den zum Tode verurteilten Walter McMillian, um dessen Verteidigung sie sich bemühen. O’Shea Jackson übernahm die Rolle von Anthony Ray Hinton, der sich ebenfalls im Todestrakt befindet, und Karen Kendrick spielt McMillians Ehefrau Minnie. Tim Blake Nelson spielt Ralph Myers, Rob Morgan den Todeskandidaten Herbert „Herb“ Richardson.
Die deutsche Synchronisation entstand nach einem Dialogbuch von Sven Hasper und der Dialogregie von Axel Malzacher im Auftrag der FFS Film- & Fernseh-Synchron GmbH, Berlin.

### Dreharbeiten und Filmmusik
Die Dreharbeiten fanden in Conyers in Georgia und in Montgomery in Alabama statt. Als Kameramann fungierte Brett Pawlak, als Filmeditor Nat Sanders, der zuletzt für Beale Street und Moonlight von Barry Jenkins in dieser Funktion tätig war. Mit Sanders hatte Cretton bereits bei seinem Film Schloss aus Glas zusammengearbeitet. Das Szenenbild stammt von Sharon Seymour, die ebenfalls an Schloss aus Glas mitgewirkt hat.
Die Filmmusik wurde von Joel P. West komponiert. Der Soundtrack, der insgesamt 18 Musikstücke umfasst, wurde am 13. Dezember 2019 von WaterTower Music als Download veröffentlicht.

### Veröffentlichung
Am 6. September 2019 wurde der Film beim Toronto International Film Festival uraufgeführt. Kurz zuvor stellte Warner Bros. den ersten Trailer vor. Weitere Festivalteilnahmen folgten u. a. in London, Chicago und den Hamptons. Am 25. Dezember 2019 kam er in ausgewählte US-amerikanische und am 27. Februar 2020 in die deutschen Kinos. Im Zuge des Todesfalles George Floyd Ende Mai 2020 war eine Leihe des Filmes in den Vereinigten Staaten den gesamten Juni 2020 über kostenlos, um so laut Warner Bros. die amerikanische Bevölkerung mehr über den systematischen Rassismus in der Geschichte des Landes zu informieren und einen Wandel voranzutreiben. Am 9. August 2021 wurde er in das Programm von Netflix aufgenommen.

## Rezeption

### Altersfreigabe
In den USA wurde der Film von der MPAA als PG-13 eingestuft. In Deutschland wurde der Film von der FSK ab 12 Jahren freigegeben. In der Freigabebegründung heißt es, auch wenn der Film die allgegenwärtige Rassendiskriminierung und die Inhumanität der Todesstrafe thematisiere, werde die Geschichte ruhig und einfühlsam erzählt, mit Konzentration auf die differenziert gezeichneten Hauptfiguren. Die emotionale Intensität der Inszenierung mit Szenen von der Ausweglosigkeit des Daseins im Todestrakt und von Behördenunrecht könne Kinder unter 12 Jahren streckenweise überfordern.

### Kritiken und Einspielergebnis
Der Film konnte bislang 85 Prozent aller Kritiker bei Rotten Tomatoes überzeugen und erhielt hierbei eine durchschnittliche Bewertung von 7,1 der möglichen 10 Punkte.

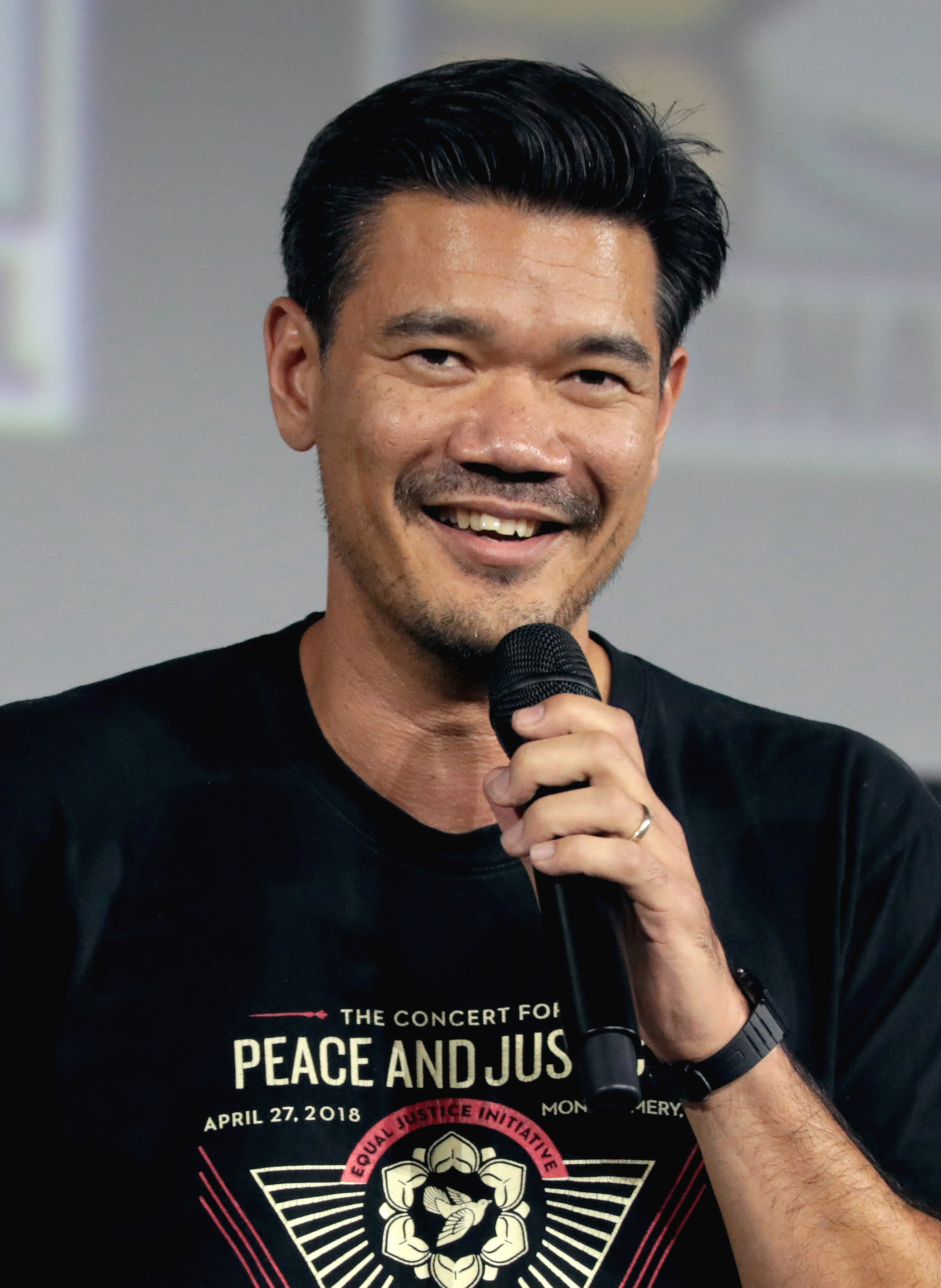
Regisseur und Drehbuchautor Destin Daniel Cretton (2019)

Owen Gleiberman von Variety schreibt, in einer Szene, in der ein Todeskandidat auf einem Stuhl festgeschnallt und The Old Rugged Cross über das Soundsystem des Gefängnisses gespielt wird und die Gefangenen mit ihren Blechbechern gegen die Gitterstäbe ihrer Zellen schlagen, werde einem der Schrecken des Films besonders deutlich vor Augen geführt. Er beschreibt den Tod, der wie der Todestrakt ein Teil dieses Tötungssystems sei, als eine kranke Erweiterung der Sklaverei und nennt Just Mercy ein Civil Rights-Drama. Destin Daniel Cretton zeichne dabei nicht nur ein Porträt der Ungerechtigkeit, sondern zeige auch, wie Rassismus funktioniere. Jamie Foxx erinnere in seiner Rolle von Johnny daran, dass er ein großartiger Schauspieler ist. O’Shea Jackson wirke in der Rolle von Anthony Ray Hinton völlig anders als man ihn bislang sehen konnte, und auch Tim Blake Nelson liefere eine großartige Leistung ab.
Michael Meyns von der Gilde deutscher Filmkunsttheater bemerkt, Cretton bediene in einem betont ruhigen Film dezidiert nicht die Muster typischer Gerichtsfilme, und schon nach wenigen Minuten bestehe kein Zweifel über die Unschuld von William McMilian, die auch am Ende nicht mit überraschenden Zeugen oder einem besonders brillanten Plädoyer bewiesen wird, wie es in diesem Genre meist der Fall ist. Stattdessen richte sich Crettons Blick auf das große Ganze, auf eine Gesellschaft, die sich stets einredet, dass Gerechtigkeit ihr höchstes Gut ist und dabei kaum merkt, wie tief Vorurteile und Rassismus in ihr verhaftet sind. Der Umstand, dass die Figuren im Film die Demütigungen in sich hineinfressen, lasse Just Mercy zu einem kraftvollen Film werden, so Meyns weiter: „So offensichtlich sind die Ungerechtigkeiten dieses Justizsystems, dass es reicht, sie mit großer Ruhe zu benennen und unermüdlich um Reformen zu kämpfen.“
Die Filmkritikerin Antje Wessels schreibt, Just Mercy halte Teilen der US-amerikanischen Bevölkerung einen beklemmenden Spiegel vor, denn auch wenn die wahren Leinwandereignisse bereits einige Jahrzehnte zurückliegen, habe sich am hier offen ausgelebten Rassismus bis heute in vielen Teilen der USA nichts geändert. Inszenatorisch erlaube sich Cretton nur wenige künstlerische Sperenzchen. Stattdessen lasse er in Just Mercy vorwiegend die unterschwellige Ungerechtigkeit für sich sprechen, und wenn hier fast in Echtzeit der Vollzug einer Todesstrafe auf dem elektrischen Stuhl gezeigt wird, müsse der Filmemacher nicht mit der Kamera draufhalten, so Wessels. Sie resümiert: „Mit Just Mercy liefert Regisseur Destin Daniel Cretton ein erzählerisch zwar wenig spektakuläres, dafür umso intensiver gespieltes Drama über die ein krankes US-Rechtssystem ab, an dessen Ende niemand mehr auf die Idee kommen dürfte, dass die Todesstrafe eine gute Erfindung ist.“
In den USA vergaben die Zuschauer für den Film nach seinem Start den CinemaScore „A+“, was einer „1+“ entspricht. Die Einnahmen aus Kinovorführungen dort belaufen sich auf rund 36 Millionen US-Dollar, die weltweiten Einnahmen auf 50,9 Millionen US-Dollar.

### Auszeichnungen (Auswahl)

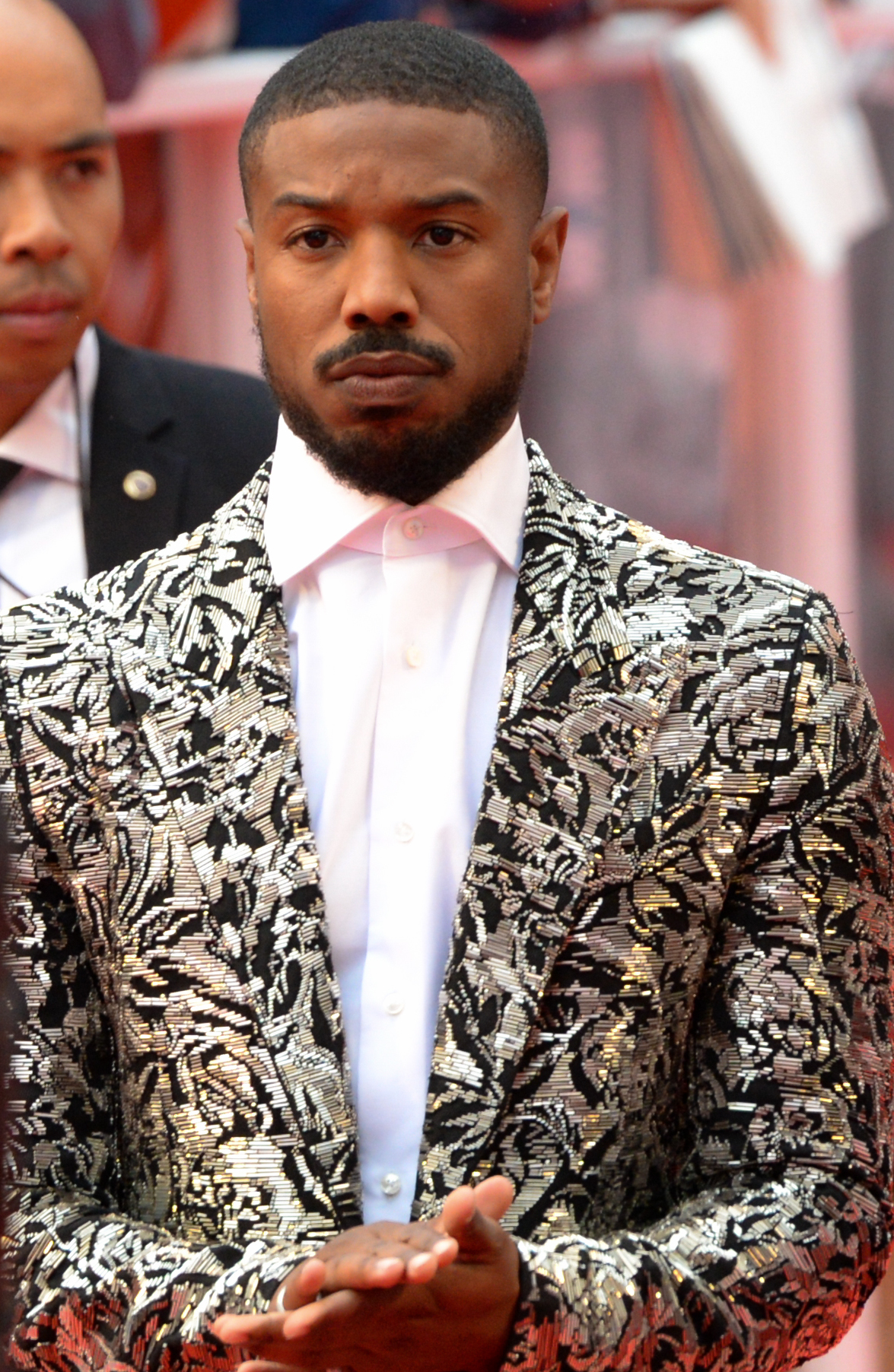
Michael B. Jordan bei der Premiere des Films beim Toronto International Film Festival 2019

African-American Film Critics Association Awards 2019
- Auszeichnung als Bester Nebendarsteller (Jamie Foxx)
- Aufnahme in die 10 Best Films of 2019[17]

American Black Film Festival 2020
- Nominierung als Film des Jahres[18]

Black Reel Awards 2020
- Nominierung als Bester Film
- Nominierung als Bester Nebendarsteller (Jamie Foxx)
- Nominierung als Bestes Ensemble (Carmen Cuba)[19]

Chicago International Film Festival 2019
- Auszeichnung mit dem Publikumspreis (Destin Daniel Cretton)[20]

Heartland International Film Festival 2019
- Auszeichnung mit dem Audience Choice Award – Special Presentation (Destin Daniel Cretton)
- Auszeichnung mit dem Overall Audience Choice Award (Destin Daniel Cretton)[21]

NAACP Image Awards 2020
- Nominierung als Bester Film
- Nominierung für das Beste Drehbuch (Destin Daniel Cretton, Andrew Lanham)
- Nominierung als Bester Hauptdarsteller (Michael B. Jordan)
- Nominierung als Bester Nachwuchsschauspieler (Rob Morgan)
- Nominierung als Bester Nebendarsteller (Jamie Foxx)
- Nominierung für die Beste Besetzung[22]

National Board of Review Awards 2019
- Auszeichnung mit dem NBR Freedom of Expression Award[23]

Palm Springs International Film Festival Film Awards 2020
- Auszeichnung mit dem Spotlight Award (Jamie Foxx)[24]

Screen Actors Guild Awards 2020
- Nominierung als Bester Nebendarsteller (Jamie Foxx)